# Justine Hodder
Justine Hodder (10 maart 1972) is een tennisspeelster uit Australië.
In 1990 speelde zij op het Australian Open haar eerste grandslampartijen, zowel in het enkelspel als samen met Michelle Bowrey in het dubbelspel.